# Get Over It (Eagles)
Get Over It è un singolo del gruppo musicale statunitense Eagles, pubblicato nel 1994. Contenuto nell'album Hell Freezes Over, Get Over It segnò il ritorno degli Eagles nel mondo della musica, dopo dodici anni nei quali i componenti tentarono la carriera da solisti.

## Tracce
1. Get Over It – 3:30 (Henley, Frey)
2. Get Over It (live) – 3:40 (Henley, Frey)

## Formazione
- Glenn Frey - voce
- Joe Walsh - chitarra, cori
- Timothy B. Schmit - basso, cori
- Don Henley - batteria, percussioni, cori
- Don Felder - chitarra

## Classifiche
| Classifica                       | Posizione migliore |
| -------------------------------- | ------------------ |
| Billboard Canadian Singles Chart | 4                  |
| Canadian Adult Contemporary      | 13                 |
| Billboard Hot 100                | 31                 |
| Adult Contemporary               | 21                 |
| Mainstream Rock                  | 4                  |
| Top 40 Mainstream                | 26                 |